# Benjamin Lariche

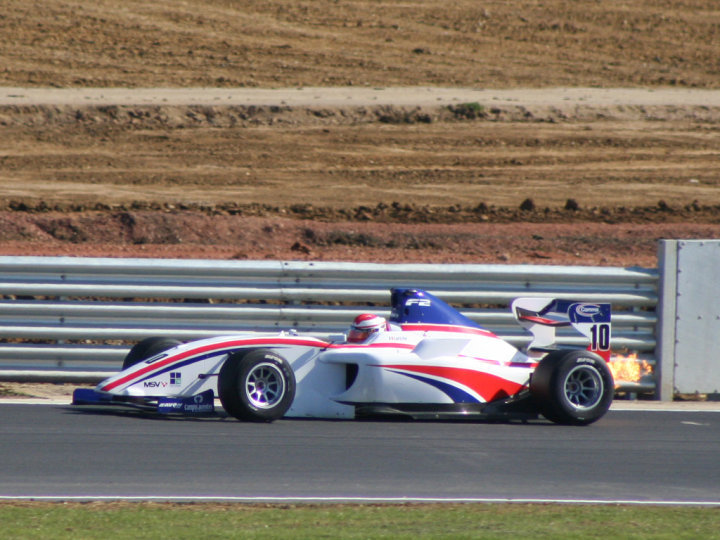
Benjamin Lariche in der Formel 2 2010

Benjamin Lariche (* 16. Juni 1987 in Narbonne) ist ein französischer Automobilrennfahrer. Er trat 2010 und 2011 in der Formel 2 an.

## Karriere
Nachdem Lariche seine Motorsportkarriere im Kartsport begonnen hatte, wechselte er 2006 in den Formelsport und wurde Zehnter der französischen Formel Renault Campus. 2007 stieg er in die französische Formel Renault auf und belegte den 19. Gesamtrang. 2008 ging der Rennfahrer in der westeuropäischen Formel Renault, die die französische Formel Renault abgelöst hatte, an den Start und beendete die Saison mit einem Sieg auf dem zehnten Platz im Gesamtklassement. Außerdem trat er zu zwei Rennen des Formel Renault 2.0 Eurocups und zu einem Rennen der portugiesischen Formel Junior an. 2009 nahm der Franzose erneut an der westeuropäischen Formel Renault teil. Er belegte erneut den zehnten Gesamtrang, konnte in dieser Saison aber kein Rennen gewinnen. Wie in der Vorsaison trat er abermals im Formel Renault 2.0 Eurocup an.
2010 wechselte Lariche in die Formel 2. Mit regelmäßigen Platzierungen in den Punkterängen belegte er am Saisonende den 14. Gesamtrang. 2011 absolvierte Lariche seine zweite Saison in der Formel 2. Am Saisonende lag er auf dem 16. Platz der Fahrerwertung.

## Statistik

### Karrierestationen
| - 2006: Französische Formel Renault Campus (Platz 10) - 2007: Französische Formel Renault (Platz 19) - 2008: Westeuropäische Formel Renault (Platz 10) - 2008: Portugiesische Formel Renault (Platz 12) - 2008: Formel Renault 2.0 Eurocup - 2009: Westeuropäische Formel Renault (Platz 10) | - 2009: Formel Renault 2.0 Eurocup - 2010: Formel 2 (Platz 14) - 2011: Formel 2 (Platz 16) - 2012: GT1-Weltmeisterschaft (Platz 21) - 2013: Porsche Carrera Cup France (Platz 14) - 2015: Championnat de France FFSA GT (Platz 9) | - 2017: GT4 European Series Southern Cup - Pro-Am (Platz 2) - 2018: French GT4 Cup - Pro-Am (Platz 4) - 2019: French GT4 Cup - Pro-Am (Platz 5) - 2020: Championnat de France FFSA GT - Silver Cup (Platz 3) - 2021: GT4 European Series - Silver Cup (Platz 12) |